# Декстер: Нова кров
«Декстер: Нова кров» (англ. Dexter: New Blood) — американський мінісеріал, анонсований у жовтні 2020 року. Є продовженням серіалу «Декстер». Мінісеріал складається з 10 епізодів. Майкл Голл через вісім років після виходу восьмого сезону знову виконав роль Декстера Моргана. Прем'єра в США відбулася 7 листопада 2021 року на каналі Showtime.

## Синопсис
Дія відбувається через 10 років після закінчення восьмого сезону. Декстер Морган веде життя законослухняного громадянина у невеликому містечку Айрон Лейк (вигадане місто у штаті Нью-Йорк) під ім'ям Джима Ліндсі. Він працює в магазині з продажу зброї і зустрічається з місцевим начальником поліції Анджелою Бішоп, придушивши потяг до вбивств. Однак після того, як у містечку відбувається серія подій, що компрометують Декстера, в ньому прокидається «Темний Пасажир».

## У ролях

### У головних ролях
| Актор               | Роль                         |
| ------------------- | ---------------------------- |
| Майкл Голл          | Декстер Морган / Джим Ліндсі |
| Джек Олкотт         | Гаррісон Морган              |
| Кленсі Браун        | Курт Колдвелл                |
| Джулія Джонс        | Анджела Бішоп                |
| Алано Міллер        | Логан                        |
| Джонні Сікуойя      | Одрі                         |
| Дженніфер Карпентер | Дебра Морган                 |

### Другорядний склад
- Джеймі Чон — Моллі
- Оскар Волберг — Зак
- Девід Магідофф — Тедді

### Спеціально запрошені зірки
- Джон Літгоу — Артур Мітчелл / «Трійця»
- Девід Заяс — Анхель Батиста

## Епізоди
| № серії | Назва серії                                                | Режисер(и)        | Сценарист(и)                                                                                       | Оригінальна дата показу | Глядачів (млн) |
| --- | ---------------------------------------------------------- | ----------------- | -------------------------------------------------------------------------------------------------- | ----------------------- | -------------- |
| 1 | «Різкий зрив» «Cold Snap»                                  | Маркос Сіга       | Телеадаптація: Клайд Філліпс Історія: Клайд Філліпс та Адам Рапп                                   | 7 листопада 2021 року   | 0,678          |
| Через десять років після від’їзду з Маямі, Декстер живе в північній частині штату Нью-Йорк під вигаданим ім’ям Джим Ліндсі. Він працює в місцевому магазині зброї і зустрічається із шефом поліції Анджелою Бішоп. Декстер дотримується суворого розпорядку дня, щоб контролювати свої вбивчі пориви, а також прислухається до порад Дебри, яку він бачить в своїх думках. Але рутина головного героя закінчується після того, як Декстера знаходить його син, Гаррісон, а нерозсудливий місцевий мешканець на ім’я Метт Колдвелл провокує його продати йому рушницю. Декстер дізнається, що одного разу Колдвелл врізався на своєму човні в інше судно, вбивши п’ятьох людей. Хоча цю справу закрили як нещасний випадок, друг Колдвелла запевняє Декстера, що трагедія сталася через навмисні дії Метта. Коли Колдвелл незаконно стріляє в білого оленя, якого Декстер часто бачить під час своїх щоденних походів, «Темний Пасажир» головного героя знову появляється. |                                                            |                   | |                         |                |
| 2 | «Буря з пиздецю» «Storm of Fuck»                           | Маркос Сіга       | Воррен Гсю Леонард                                                                                 | 14 листопада 2021 року  | 0,560          |
| Декстер намагається знову стати батьком для свого сина, який повідомляє йому, що Ганна Маккей — колишня кохана Декстера, яка також була опікуном Гаррісона, — померла від раку підшлункової залози три роки тому. Через це Гаррісон жив в декількох прийомних сім’ях, після чого вирішив шукати свого батька. Поліція на чолі із Анджелою починає пошуки зниклого Метта Колдвелла у лісі. Декстер робить все для того, щоб тіло вбитого ним Метта залишалося незнайденим. Тим часом Гаррісон починає налагоджувати контакт із дочкою Анджели — Одрі. Декстеру вдається замести свої сліди, придумавши неправдиву версію про те, що Колдвелл незаконно застрелив оленя і втік. Коли пошукова група збирається закінчити пошуки, з’являється батько Метта — Курт, який наполягає на тому, щоб вони продовжили шукати його сина. Паралельно цим подіям, бездомна дівчина з першого епізоду перебуває одна в кімнаті. Вона помічає камеру й усвідомлює, що за нею слідкують. Біля камери дівчина виявляє напис «Тобі вже кінець», який, схоже, написаний кров’ю. |                                                            |                   | |                         |                |
| 3 | «Димові сигнали» «Smoke Signals»                           | Сенфорд Букставер | Девід Макміллан                                                                                    | 21 листопада 2021 року  | 0,325          |
| У справі зниклого Метта Колдвелла з’являється нова інформація — камери у лісі зафіксували, що крім Метта там була ще одна людина, через що поліція відкриває кримінальне провадження. Декстер змушений думати, куди подіти тіло Колдвелла, яке він закопав неподалік свого дому, оскільки його продовжують шукати, а Анджела викликала кінологів. Невідомий вбивця, який слідкував за допомогою камери за бездомною дівчиною, застрелює її після того, як дозволив їй втекти із бункера. Декстер запевняє Дебру, що його останнє вбивство було «одноразовим випадком», і що він хоче стати хорошим батьком для свого сина. Гаррісон починає відвідувати школу і дружити з однокласником, над яким знущаються, а через деякий час захищає того від хулігана, стиснувши останньому горло. Декстер позбувається тіла Метта, спаливши його в сміттєспалювальній установці. Після цього він бачить п’яного Курта, який розказує Декстеру, що Метт живий, і що вони мали відеорозмову. |                                                            |                   | |                         |                |
| 4 | «„Г“ — значить „Герой“» «H Is for Hero»                    | Сенфорд Букставер | Тоні Солтцмен                                                                                      | 28 листопада 2021 року  | 0,460          |
| Декстер поспішає до школи після того як дізнався, що там трапився інцидент, який пов’язаний з його сином. Гаррісон розповідає йому та Анджелі, що його друг Ітан вдарив його ножем через те, що він спробував відговорити останнього від запланованого Ітаном розстрілу школярів, які над ним знущалися. Далі, за словами Гаррісона, він відібрав ніж в Ітана і порізав йому ногу. Але побачивши рану на тілі його сина, Декстер запідозрює, що той бреше про напад. Він приходить до школи і, оцінивши плями крові на місці злочину, робить висновок, що Ітан невинний, а Гаррісон напав на нього першим, після чого сам себе порізав. Подкастер Моллі Парк пропонує Анджелі свою допомогу в пошуку зниклих жінок, яких та розшукує. Курт зустрічає бездомну дівчину в кафе, і потім відвозить її до хатини, де перебувала інша бездомна дівчина, яку застрелили. |                                                            |                   | |                         |                |
| 5 | «Втеча» «Runaway»                                          | Маркос Сіга       | Вероніка Вест                                                                                      | 5 грудня 2021 року      | 0,549          |
| Гаррісон відвідує вечірку, на якій вживає наркотики, через які йому стає зле і він втрачає свідомість. У лікарні Декстеру розповідають, що його син ледь не загинув через передозування фентанілом, який містився у фальшивих таблетках, які той прийняв. Декстер дізнається адресу Джаспера Годжа — хлопця, який виготовив підроблені таблетки, через які постраждав Гаррісон. Він вирішує помститися за свого сина. Для цього Декстер проникає в дім Годжа, спершу присипляє, а потім готується зарізати його, але прибуває поліція. Це змушує Декстера змінити плани — він накачує Джаспера наркотиками, а далі інсценує його смерть так, наче сам Годж спричинив своє передозування. Курт вбиває бездомну дівчину, з якою він раніше познайомився в кафе. Гаррісон покидає дім Декстера, і хоче залишити місто назавжди. Він зустрічає Курта, який пропонує йому роботу, після чого вирішує повернутися додому. Анджела дізнається, як насправді звати Декстера. |                                                            |                   | |                         |                |
| 6 | «Забагато бутербродів з тунцем» «Too Many Tuna Sandwiches» | Маркос Сіга       | Скотт Рейнольдс і Воррен Гсю Леонард                                                               | 12 грудня 2021 року     | 0,695          |
| Анджела кидає Декстера, тому що їхні стосунки були побудовані на брехні. Гаррісон погоджується працювати на Курта попри те, що його батько проти. Гаррісон і Декстер відвідують психолога. Під час розмови Гаррісон зізнається, що знає, що його мати вбив маніяк, і каже психологу, що почувається покинутим прямо на їхньому сеансі. Стосунки Гаррісона та Одрі переходять на новий рівень. Декстер здогадується, що Курт є серійним вбивцею. Гаррісон бере участь в шкільному матчі з боротьби, де навмисно ламає руку супернику. Анджела знаходить в печерах тіло її давно зниклої подруги Айріс. Вона телефонує Декстеру і просить його приїхати, оскільки в нього великий досвід роботи судмедекспертом. |                                                            |                   | |                         |                |
| 7 | «Її фатальний укус» «Skin of Her Teeth»                    | Сенфорд Букставер | Телеадаптація: Вероніка Вест і Кірса Рейн Історія: Вероніка Вест, Кірса Рейн та Александра Салерно | 19 грудня 2021 року     | 0,713          |
| Декстер оглядає тіло Айріс і помічає, що на одному із її зубів є людська шкіра. На його думку Айріс вкусила вбивцю, тому Декстер радить Анджелі відправити шкіру в лабораторію для аналізу ДНК. Анджела заарештовує Курта за підозрою у вбивстві Айріс. Вона звинувачує його у тому, що він знав, що пошуки його сина повинні були продовжитися в печерах, де знайшли тіло Айріс, і хотів, аби вони припинилися. Саме тому Курт збрехав щодо того, що Метт живий, і вони начебто розмовляли. Також Анджела повідомляє, що його ДНК збіглося зі зразком ДНК, виявленим на Айріс. Декстер розуміє, що Курту відомо, що він вбив Метта. Зрештою Курта відпускають — він звинуватив у смерті Айріс свого батька, який, за його словами, підвозив її своєю вантажівкою і був відомий своїм жорстоким поводженням із жінками, а тест ДНК насправді показав лише частковий збіг. Гаррісон каже Декстеру, що пам’єтає все про те, як «Трійця» вбив його матір. Наприкінці епізоду на Декстера нападає посіпака Курта. |                                                            |                   | |                         |                |
| 8 | «Усе несправедливо» «Unfair Game»                          | Сенфорд Букставер | Тоні Солтцмен і Девід Макміллан                                                                    | 26 грудня 2021 року     | 0,566          |
| Декстер прокидається зв’язаним у машині Елріка — посіпаки Курта, який на нього напав. Декстеру вдається звільнитися, але Елрік ранить йому ногу, і починає погоню за ним. Декстер заманює його до літнього табору і вбиває. Перед смертю Елрік розповідає Декстеру, що Курт тримає Гаррісона у своїй хатині, куди його повинен був привезти і він. Тим часом Курт відвозить Гаррісона до хатини, начебто для того, щоб просто повечеряти. Зрештою, він наказує Гаррісону вийти на вулицю і тікати від нього, а сам готується вистрілити зі снайперської гвинтівки. Однак раптом до хатини автомобілем прибуває Декстер і рятує Гаррісона, у той час як Курт тікає. Після цього Декстер каже Гаррісону, що у нього теж були темні думки, які турбують останнього, і він розповість йому про «Кодекс Гаррі». Паралельно цим подіям, Анджела проводить розслідування щодо наркодилера Майлза і Джаспера Годжа, і запідозрює Декстера в недоброму. |                                                            |                   | |                         |                |
| 9 | «Родинна справа» «The Family Business»                     | Маркос Сіга       | Скотт Рейнольдс                                                                                    | 2 січня 2022 року       | 0,576          |
| Декстер розповідає Гаррісону про «Кодекс Гаррі» і також каже, що вбив «Трійцю», помстившись тому за смерть Рити. Анджела продовжує своє розслідування і дізнається, що Моллі Парк зникла. Курт підпалює будинок Декстера і сподівається, що той вибіжить з Гаррісоном на вулицю, де він чекає на них зі снайперською гвинтівкою, щоб застрелити, однак з’ясовує, що їх немає дома — вони проникли в його бункер, де він тримає свої «трофеї». Декстер і Гаррісон дізнаються, що Моллі мертва — вони знаходять її серед «трофеїв» в бункері. Курт вирішує покинути місто, але його ловлять Декстер з Гаррісоном. Останній залишається і спостерігає, як його батько вбиває Курта, а також відзначає, що Декстер врятував тисячі життів. Після цього вони спалюють тіло Курта в сміттєспалювальній установці. Оскільки Декстер і Гаррісон залишилися без дому, Одрі запрошує їх пожити до їхнього з Анджелою будинку. Анджела отримує конверт, в якому знаходить титановий гвинт і лист, в якому написано, що Декстер вбив Метта Колдвелла. |                                                            |                   | |                         |                |
| 10 | «Батькові гріхи» «Sins of the Father»                      | Маркос Сіга       | Телеадаптація: Клайд Філліпс Історія: Клайд Філліпс, Александра Франклін і Марк Мушинський         | 9 січня 2022 року       | 0,814          |
| Анджела арештовує Декстера за вбивство Метта Колдвелла. Коли він заперечує всі звинувачення, які вона висуває проти нього, Анджела зв’язується з Батистою, який шокований, дізнавшись, що Декстер Морган досі живий. Після того, як Анджела звинувачує Декстера в тому, що той є «Різником з Бей-Гарбора», він розказує їй про бункер Курта, куди вона вирушає, залишивши його під наглядом Логана. Декстер знову порушує свій кодекс і вбиває Логана, щоб втекти із камери і возз’єднатися з Гаррісоном. Анджела знаходить бункер і викликає підмогу, а далі їде до відділка, оскільки Логан не відповідав на її дзвінки. Перед тим як втекти з міста, Декстер починає сперечатися з Гаррісоном, який розуміє, що той вбив Логана — невинну людину. Вони роблять висновок, що Гаррісон не такий, як він, і що єдиний спосіб для Гаррісона бути «нормальним» — це смерть Декстера. Він каже Гаррісону застрелити його із гвинтівки, і перед тим, як той його смертельно підстрелює, Декстер у своєму внутрішньому монолозі стверджує, що він вперше відчуває справжню любов. Анджела прибуває на місце події, дає Гаррісону трохи грошей і каже йому покинути місто і ніколи не повертатися, а сама готується взяти на себе відповідальність за смерть Декстера. Гаррісон читає останній лист Декстера до Ганни перед тим, як покинути місто, і виглядає так, немов відчуває полегшення. |                                                            |                   | |                         |                |

## Виробництво

### Розробка
14 жовтня 2020 було оголошено про те, що канал Showtime замовив продовження «Декстера» у вигляді обмеженого сезону, який складатиметься з десяти епізодів. Виконавчим продюсером проєкту став Клайд Філліпс, а на головну роль, як і раніше, був затверджений Майкл Голл.

### Знімання
Знімання сезону розпочалися у лютому 2021 року і завершилися у липні того ж року. Прем'єра відбулася 7 листопада 2021 року на каналі Showtime.

## Оцінки критиків

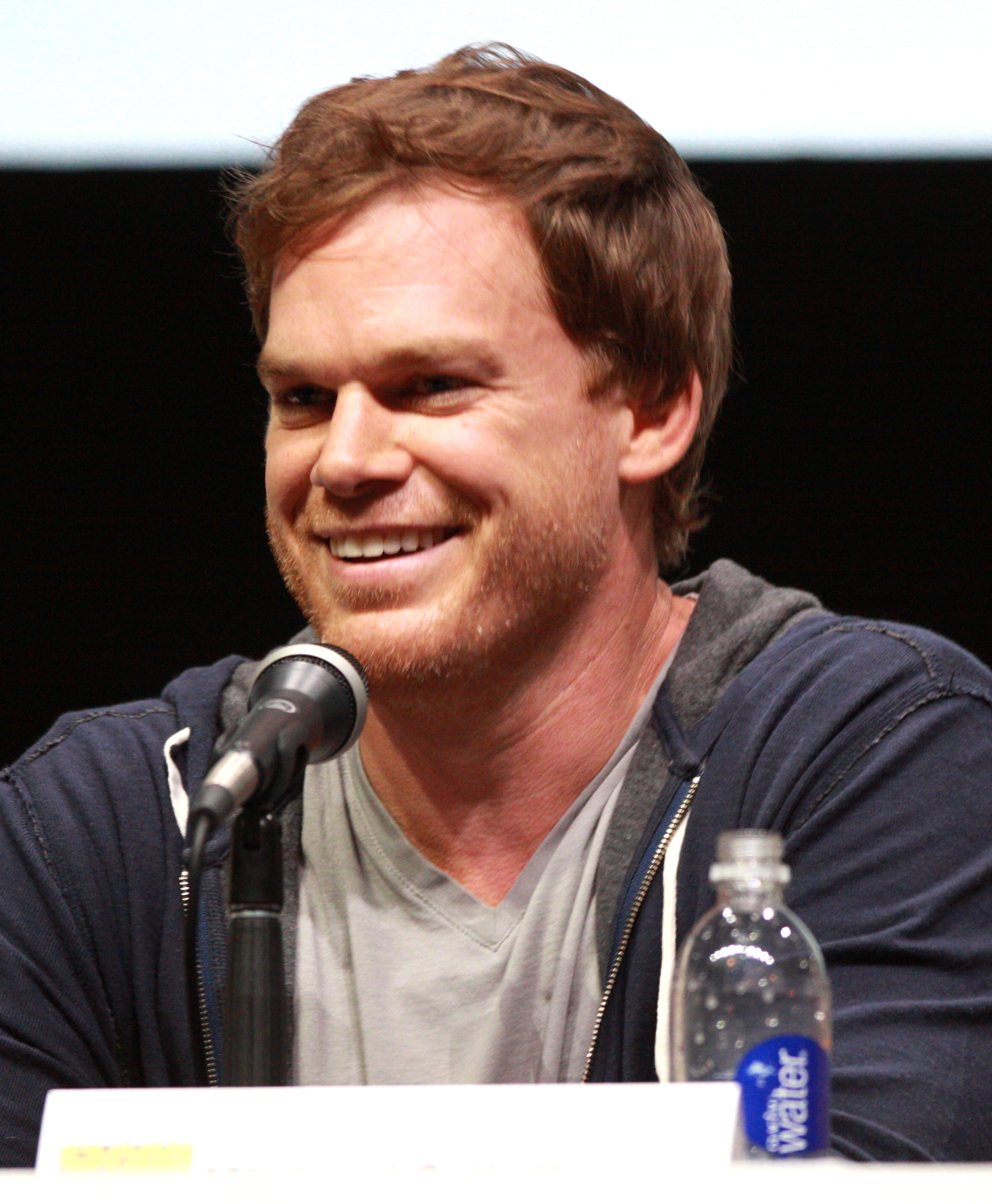
Гра Майкла Сі Голла дістала широке визнання критиків

На сайті Rotten Tomatoes мінісеріал має рейтинг 76 % на підставі 48 рецензій критиків із середнім балом 7,2 із 10. Консенсус критиків сформульований наступним чином: «Підкріплений, як і раніше, переконливим зображенням головного персонажа у виконанні Майкла Сі Голла, „Декстер: Нова кров“ повертає частину своєї колишньої репутації, загубленої в сумнівному фіналі серіалу». На сайті Metacritic рейтинг мінісеріалу складає 61 бал зі 100 можливих на підставі 29 рецензій критиків, що означає «загалом позитивні відгуки».
Роксана Хададі із RogerEbert.com позитивно відгукнулася про шоу. У своїй рецензії вона написала: «Зі стилем, гумором і самоусвідомленням, „Нова кров“ повертається до тем оригінального „Декстера“ — насильства як катарсису і самосуду як задоволення». Також вона похвалила гру акторів, зокрема Голла і Карпентер. На її думку, обоє «вдумливо знаходять шари контрастних мотивацій і розділяють симпатії між своїми персонажами», і саме вони «оживляють „Нову кров“».
У своїй статті для The Oregonian Крісті Тьорнквіст відзначила мінісеріал попри те, що помітила в ньому сюжетні діри. Їй сподобалася робота акторського складу, особливо Голла. Про останнього вона написала: «Він змушує нас повірити, що Декстер справді хоче стати хорошим батьком для свого сина, і жити нормальним життям. Але він не може перестати бути втягнутим в насильство як спосіб впоратися з його неконтрольованими емоціями». Дженніфер Кейшін Армстронг із TheWrap теж добре висловилася про Голла, який, за її словами, «як завжди чарівний».
Джошуа Рівері із сайту Polygon не сподобалося, що в шоу Декстер продовжує повертатися до вбивств. Він відмітив наступне: «Повторюючи багато знайомих ритмів з попередніх сезонів, „Декстер: Нова кров“ демонструє ту ж інерцію, від якої страждають „Декстер“ і Декстер Морган. Тут нічого не змінилося. Деякі монстри не настільки то й складні. Можливо, нерозумно, що ми взагалі думали, що вони існують».
Латоя Фергюсон із Variety зробила невтішний висновок щодо мінісеріалу. У своїй рецензії вона написала: «На жаль, попри те, що „Декстер: Нова кров“ допомагає замінити поганий смак фіналу оригінального серіалу, за винятком деяких зовнішніх компонентів, мінісеріал не робить достатньо, щоб переосмислити багато про „Декстера“». На її думку, «„Декстер: Нова кров“ все ще „Декстер“, тому тут є як всі переваги, так і всі недоліки».
Негативно оцінив шоу і телекритик Джеймс Понівозік із The New York Times. Він вважає, що серіалу бракує нових ідей. За його словами, «кривава і зайва, „Нова кров“ зрештою є прикладом найгірших якостей двох різних телевізійних епох одночасно».